# Repsol
A Repsol YPF, S.A. (eredetileg a Refineria de Petróleos de Escombreras Oil - Yacimientos Petrolíferos Fiscales Sociedad Anónima rövidítése) egy multinacionális olaj és gázipari vállalat, amely működése 29 országra terjed ki. Eszközállományának nagy része Spanyolországban és Argentínában található, köszönhetően a spanyol Repsol S.A. és az argentin YPF 1999-es fúziójának. 79 milliárd amerikai dolláros árbevételével a cég a 76. helyen áll a Fortune 500 Global 2009-es listáján, és a 16. helyen áll az ásványolajipari ágazati listán.

## Története
A cég története 1927-ig nyúlik vissza, amikor Spanyolországban az addig állami monopóliumot képező olajipart a CAMPSA nevű cégbe integrálták, amelyben a spanyol állam kisebbségi tulajdonos lett. 1948-ban létrejött a REPESA nevű vállalat, amely feladata egy olajfinomító telepítése Valle de Escombreras-ban. A finomító átadása 1951-ben megtörtént, a REPESA pedig a finomítói szektor konszolidációjának szimbólumává vált. A REPESA saját neve alatt forgalmazza az üzemanyagot és az olajat - élvonalbeli védjegye a Repsol. 1964-ben először találnak olajat Spanyolországban, La Lora (Burgos) környékén, napi 85 hordó kitermelhető. A felfedezés jelentős pozitív hatást gyakorolt a környék gazdaságára. 1974-ben a REPESA, az ENCASO és az ENTASA egyesüléséből létrejön az ENPETROL, amelyben az állami INI (National Institute for Industry) a többségi tulajdonos. 1981-ben a spanyol állam létrehozta az INH-t (National Institute of Hydrocarbons), amely az állami érdekeltségű olaj- és gázipari cégek holdingjaként funkcionál. 1987-ben az INH által birtokolt cégekből (Hispanoil, Enpetrol, Butano, Campsa, Petronor) létrejön a Repsol csoport. 1989-ben megkezdődik a Repsol privatizációja, amely 1997-ig tart. Ez alatt több hullámban értékesítik a céget, egyszerre 10-20%-os paketteket. 1996-ban a spanyol állam aranyrészvényt kap a vállalatban, amelyet 2006-ig megtart. 1999-ben a Repsol megvásárolja az argentin YPF vállalatot, amely, 1991-es privatizációja után ekkor a legnagyobb dél-amerikai magán olaj és gázipari cég. Ezzel az akvizícióval a Repsol jelentősen megerősíti nemzetközi pozícióit.
2006-ban a Repsol-t először minősítik a legátláthatóbban működő olajtársaságnak a Dow Jones elemzői. 2007-ben a cég értékesíti a YPF 14,9%-t és különböző nemzetközik projektekbe száll be a Gazprom partnereként és a Mexikói Öbölben.

## Részvétel a versenysportokban

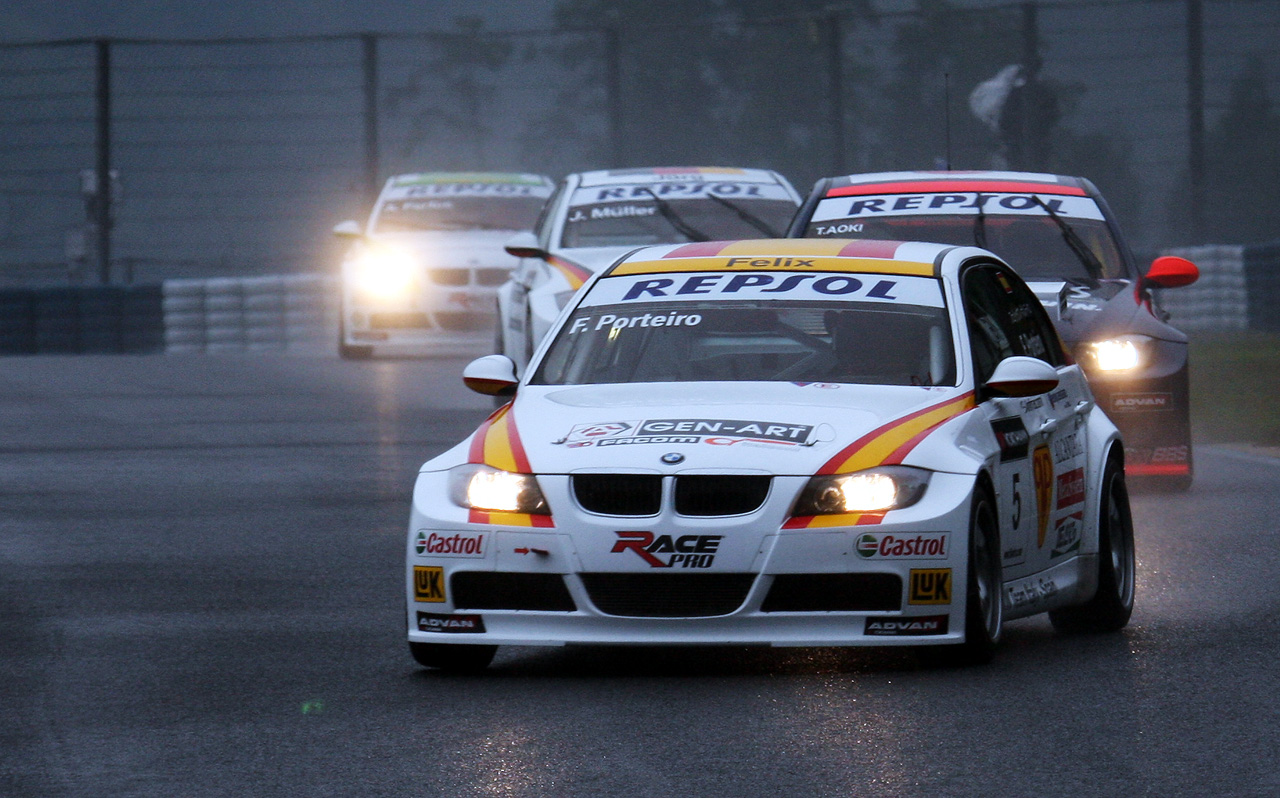
WTCC

A Repsol YPF, S.A. négy motoros gyári csapatot szponzorál (MotoGP Honda Racing (HRC), triál HRC, cross country KTM, motocross KTM), és négy további világbajnok versenyautós csapatot (MITSUBISHI cross country ralik, Nissan sorozatok, GP2 sorozatok, WTCC Nemzetközi Túraautó Bajnokság).